# 松任谷由実 For Your Departure
『松任谷由実 For Your Departure』（まつとうやゆみ フォー・ユア・ディパーチャー）は、2002年4月7日から2006年3月26日まで、TOKYO FMの制作により、三重エフエム放送を除くJFN系列全国37局ネット（Kiss-FM KOBEは2003年4月のJFN加盟時より放送）で放送されていたラジオ番組である。放送時間は日曜17時台に放送された時期と、金曜22時台に放送された時期があった。松任谷由実が同時期に、ラジオのDJをレギュラーで務めていたのはこの本番組と『ウィークエンドスペシャル 松任谷由実はじめました』（インターネットラジオ）の2つだった。本番組の前身は1982年6月に放送開始のAIWA提供『サタデーアドベンチャー』（その後日曜17時に移動し内容はそのままでミサワホーム提供『サウンドアドベンチャー』に改題）。2006年4月2日からは、『松任谷由実 Sweet Discovery』に放送時間や内容がリニューアルされた。

## 概要
かつて同時間帯に放送されていた前番組『松任谷由実 サウンドアドベンチャー』がリニューアルする形で、2002年4月7日に放送開始。　前番組では、リスナーからの恋愛相談コーナーをメーンにしていたが、本番組では、毎週異なるテーマに沿った放送をした。また前番組ではゲスト出演や、松任谷由実以外の邦楽の放送は少なかったが、この番組では、ゲスト出演や松任谷由実以外の邦楽も多数放送された。（元ちとせにはゲスト出演がきっかけで、のちに「ウルガの丘」という楽曲を提供した）2002年10月4日から2004年6月25日までは金曜22:00 - 22:55に放送し、オープニングのジングルも一新されていたが、2004年7月4日からは、放送時間が1年9か月ぶりに日曜17時台に復帰すると同時にオープニングのジングルなどが再び一新され、番組公式サイトもオープンした。2005年3月には「恋愛強化月間」と題して放送を行い、リスナーの恋愛相談が復活した。「恋愛強化月間」はリスナーの反響がよく、その後も特集された。

## 主なコーナー
バレンタインズレディオ - リスナーから寄せられたリクエスト曲を大切な人へ届けるという趣旨のコーナー。コーナー名は、同名の松任谷由実の楽曲から。日曜17時台に復帰した2004年7月4日に開始。2005年12月18日から2006年1月15日までは、JALがスポンサーを務めた。

## 備考
- 本番組が放送開始となった背景には、2002年2月に苗場から前番組の生放送を行なった際に、松任谷由実が鈴を付けてはしゃぎ過ぎたため、局内から番組リニューアルの話が持ち上がったと、前番組の最終回で述べている。また、番組名は松任谷由実自身もアイディアをいくつか出したが、却下されてしまったという。
- 番組開始当初のスポンサーはトヨタ自動車・日本通運であったが、金曜時代にはスポンサーはなかった。
- 本番組が金曜に放送されていた頃、日曜の17時台は『SUNDAY HEARTLAND・筧利夫のSTAND BY MEが聴こえてくる』（2002年10月6日 - 2004年3月28日）、『SUNDAY HEARTLAND・Songs Tapestry』（DJ：魚住りえ、2004年4月4日 - 6月27日）が放送されていた。
- 2004年8月から2005年3月27日までネスレ日本がスポンサーとなり、番組名も『ネスカフェ For Your Departure』となっていたが、同社が降板して以降は、再び『For Your Departure』に戻っている。
- 2005年10月からは番組でメッセージが紹介されたリスナーに、『Smile again』缶バッジをプレゼントした。

## ゲスト
- 安西水丸（2002年8月19日、2005年9月18日、イラストレーター）
- 大貫妙子（2002年12月13日、2003年10月31日）
- ブレッド&バター（2002年12月27日）
- 武部聡志（2003年1月24日）
- 毛利衛（2003年4月25日、2003年8月8日、宇宙飛行士）
- 鬼束ちひろ（2003年5月16日）
- セリマ・サラウン（2003年6月20日、デザイナー）
- 下條ユリ（2003年6月20日）
- Saigenji（2003年8月22日）
- 元ちとせ（2003年9月5日）
- 横山剣（2004年7月4日）
- 仲真史（2004年7月11日、カフェ＆レコードショップ経営）
- PUSHIM（2004年7月18日、WOWOW撮影あり）
- 為末大（2004年8月1日）
- 辻口博啓（2004年8月8日）
- 横里隆（2004年8月15日、雑誌『ダ・ヴィンチ』の編集長）
- 山崎まさよし（2004年8月22日）
- 青山美子（2004年9月5日、日本画家）
- 野宮真貴（2004年9月12日）
- 叶井俊太郎（2004年9月26日、映画宣伝プロデューサー）
- 熊谷和徳（2004年10月3日、タップダンサー）
- 龍多美子（2004年10月10日、ランジェリー専門店オーナー）
- 湯山玲子（2004年10月17日、ライター兼エディター）
- RYO-Z、ILMARI（2004年10月24日、RIP SLYME）
- 田島貴男（2004年10月31日）
- 立川直樹（2004年11月7日、プロデューサー）
- 三国清三（2004年11月14日、フランス料理シェフ）
- パンツェッタ・ジローラモ（2004年11月28日）
- 犬養裕美子（2004年12月5日、レストラン・ジャーナリスト）
- 竹本英高（2004年12月12日、週刊誌『ゼクシィ』編集長）
- Yoshii Lovinson（2005年1月9日）
- 永積タカシ（2005年1月23日、2006年3月19日）
- 伊藤操（2005年1月30日、雑誌『ハーパース・バザー 日本版』編集長）
- 門野久志、森永博志（2005年2月13日、レッドシューズの現・オーナーと編集者兼作家）
- 藤田徳人（2005年3月13日、2005年6月26日、2005年12月25日、恋愛科学研究所所長）
- テイ・トウワ（2005年4月10日）
- 城咲仁（2005年5月8日）
- 藤原ヒロシ（2005年5月22日）
- KREVA（2005年5月29日）
- 堀木恵子（2005年6月12日、雑誌『anan』編集長）
- 岸田一郎（2005年8月7日、雑誌『NIKITA』編集長）
- ケイコ・リー（2005年8月14日）
- スガシカオ（2005年8月21日）
- 藤田由美（2005年9月11日、ファッション・エディター）
- 平原綾香（2005年9月25日）
- Mr.マリック（2005年10月16日）
- 松浦亜弥（2005年10月30日）
- ISSA（2005年11月6日、DA PUMP）
- BENNIE K（2005年11月13日）
- 湯川潮音（2005年11月20日）
- 上原ひろみ（2005年11月27日）
- 秋尾弘史（2005年12月11日、雑誌『週刊SPA！』編集長）
- 古賀義章（2006年1月8日、雑誌『クーリエ・ジャポン』編集長）
- C・U・チェン（2006年1月22日）
- 椎名林檎（2006年1月29日）
- 寺尾聰（2006年2月5日）
- 小西康陽（2006年2月19日）
- TOKU（2006年3月5日、ボーカル＆フリューゲルホーン奏者）

そのほか、コメントゲストも含めて、大勢いる。